# Línea 43 (EMT Madrid)
La línea 43 de la EMT de Madrid une la Avenida de Felipe II con el barrio de Estrecho (Tetuán).

## Historia
Esta línea fue puesta en servicio en mayo de 1970, con la denominación Bravo Murillo - Juan Bravo.
Un mes después, se trasladó su cabecera desde Juan Bravo por Francisco Silvela y el interior del barrio de Prosperidad, hasta la Plaza de Roma. En 1991 adoptó la denominación Bravo Murillo - Plaza de Manuel Becerra.
En 1993 se amplió su recorrido hasta la Avenida de Felipe II por la calle de Alcalá y pasó a dar servicio al Parque de las Avenidas, absorbiendo su recorrido por dentro de Prosperidad la línea 72.

## Características
La línea comunica este céntrico punto del distrito de Salamanca con el barrio de La Guindalera, el Parque de las Avenidas, la Ciudad Jardín de Chamartín y además recorre el eje formado por las avenidas de Ramón y Cajal, Concha Espina y General Perón.

### Frecuencias
| Lunes a viernes laborables |               |
| De 6:00 a 8:00             | 10-15 minutos |
| De 8:00 a 21:00            | 10-13 minutos |
| De 21:00 a 22:00           | 11-21 minutos |
| Sábados laborables         |               |
| De 6:00 a 10:00            | 19-30 minutos |
| De 10:00 a 23:00           | 16-23 minutos |
| Domingos y festivos        |               |
| De 7:00 a 10:00            | 20-30 minutos |
| De 10:00 a 23:00           | 19-25 minutos |

## Recorrido y paradas

### Sentido Estrecho
La línea inicia su recorrido en la calle de Alcalá, junto al área intermodal de Felipe II. Continúa por ella para después cambiar el sentido girando por las calles Príncipe de Vergara y Jorge Juan, de vuelta a Alcalá. Circula por esta calle hasta llegar a la Plaza de Manuel Becerra, donde toma la salida de la calle Francisco Silvela, por la que circula hasta la primera intersección, girando a la derecha por la calle Cartagena.
A continuación circula por esta calle hasta la intersección con la calle Martínez Izquierdo, girando a la derecha para bajar por la misma en dirección al Parque de las Avenidas hasta girar a la izquierda por la calle Biarritz, que desemboca en la Avenida de Bruselas. Circula entonces la línea por esta avenida hasta la Plaza de Venecia, donde gira a la izquierda saliendo del Parque de las Avenidas por la Avenida de la Guindalera y sus continuaciones naturales, la Avenida de Camilo José Cela y la calle Corazón de María.
Al final de la calle Corazón de María, la línea se incorpora a la Avenida de Alfonso XIII hasta la intersección con la Avenida de Ramón y Cajal, donde gira a la izquierda para circular por esta avenida.
La línea recorre entera esta avenida, la Avenida de Concha Espina y, tras pasar la Plaza de Lima, la Avenida del General Perón, al final de la cual sube por la calle Juan de Olías hasta la calle de Bravo Murillo, donde gira a la izquierda y poco después de nuevo a la izquierda por la calle Ávila, donde tiene su cabecera.
| Código | Parada                              | Común con    | Conexiones con Metro   | Otros |
| ------ | ----------------------------------- | ------------ | ---------------------- | ----- |
| 5002   | FELIPE II (C/ Alcalá)               |              | Goya                   |       |
| 753    | Felipe II                           | 146 152      |                        |       |
| 5451   | Alcalá-Goya                         | 53           |                        |       |
| 680    | Alcalá-Hermosilla                   | 21 53 146    |                        |       |
| 682    | Alcalá-Manuel Becerra               | 21 53 146 E5 | Manuel Becerra         |       |
| 782    | Parque Eva Duarte                   | 12 56 210 C2 |                        |       |
| 726    | Cartagena-Francisco Silvela         | 1 74         |                        |       |
| 2369   | Martínez Izquierdo                  | 48           |                        |       |
| 2370   | Villafranca                         | 48           |                        |       |
| 689    | Biarritz                            | 53 74        |                        |       |
| 690    | Bruselas                            | 53 74        | Parque de las Avenidas |       |
| 692    | Plaza de Venecia                    | 74           |                        |       |
| 2374   | Avenida de la Guindalera            | 74 122       |                        |       |
| 3684   | Avenida Guindalera-Camilo José Cela | 122          |                        |       |
| 2377   | Santa Hortensia                     | 72           |                        |       |
| 2379   | Corazón de María-Santa Rita         | 72           |                        |       |
| 313    | San Nazario                         | 40 72        | Alfonso XIII           |       |
| 311    | Alfonso XIII-Pradillo               | 40           |                        |       |
| 411    | Alfonso XIII-Ramón y Cajal          | 120          |                        |       |
| 460    | Ramón y Cajal-Gabriel y Galán       | 120          |                        |       |
| 458    | Ramón y Cajal-Víctor de la Serna    | 120          |                        |       |
| 413    | Parque de Berlín                    | 52 120       | Concha Espina          |       |
| 456    | Hospital San Rafael                 | 7 120        |                        |       |
| 454    | Sagrados Corazones                  | 120          |                        |       |
| 4179   | Lima-Santiago Bernabéu              | 14 120 150   | Santiago Bernabeu      |       |
| 2383   | Palacio de Congresos                |              |                        |       |
| 2385   | General Perón-Infanta Mercedes      |              |                        |       |
| 2386   | Juan de Olías                       |              |                        |       |
| 1860   | ESTRECHO (C/ Ávila frente al N.º 7) | 3            | Estrecho               |       |

### Sentido Felipe II
La línea inicia su recorrido en la calle Ávila esquina Bravo Murillo, en el barrio de Estrecho, desde donde toma esta calle en sentido sur (el único autorizado de circulación) hasta desembocar en la Avenida del General Perón.
A partir de aquí el recorrido es igual al de ida pero en sentido contrario hasta llegar al final de la Avenida de Bruselas en el Parque de las Avenidas, donde sube por la calle Azcona hasta salir a la calle Francisco Silvela, donde gira a la izquierda para circular hasta la Plaza de Manuel Becerra.
De nuevo el recorrido es igual al de la ida en sentido contrario hasta su cabecera.
| Código | Parada                              | Común con       | Conexiones con Metro   | Otros |
| ------ | ----------------------------------- | --------------- | ---------------------- | ----- |
| 1860   | ESTRECHO (C/ Ávila frente al N.º 7) | 3               | Estrecho               |       |
| 1861   | General Perón-Aviador Zorita        | 3               |                        |       |
| 3381   | General Perón-Orense                | 149             |                        |       |
| 2384   | Palacio de Congresos                |                 |                        |       |
| 45     | Plaza Lima                          | 120             | Santiago Bernabeu      |       |
| 453    | Sagrados Corazones                  | 120             |                        |       |
| 455    | Hospital San Rafael                 | 120             |                        |       |
| 412    | Parque de Berlín                    | 52 120          | Concha Espina          |       |
| 457    | Ramón y Cajal-Víctor de la Serna    | 120             |                        |       |
| 459    | Ramón y Cajal-Gabriel y Galán       | 120             |                        |       |
| 410    | Alfonso XIII-Ramón y Cajal          | 120             |                        |       |
| 310    | Alfonso XIII-Pradillo               | 9 40 72 73      |                        |       |
| 2381   | Metro Alfonso XIII                  | 72              | Alfonso XIII           |       |
| 2380   | Corazón de María-Santa Rita         |                 |                        |       |
| 2378   | Santa Hortensia                     |                 |                        |       |
| 2376   | Camilo José Cela                    |                 |                        |       |
| 3685   | Avenida Guindalera-Camilo José Cela | 74              |                        |       |
| 693    | Plaza de Venecia                    | 53 74           |                        |       |
| 5264   | Bruselas                            | 53 74           | Parque de las Avenidas |       |
| 2373   | Villafranca                         | 48              |                        |       |
| 2372   | Azcona                              | 48              |                        |       |
| 2371   | Azcona-Francisco Silvela            | 48              | Diego de León          |       |
| 811    | Francisco Silvela-Juan Bravo        | 12 48 56 210 C1 |                        |       |
| 3829   | Manuel Becerra                      | 12 56 210 C1    |                        |       |
| 683    | Alcalá-Manuel Becerra               | 21 53 146       | Manuel Becerra         |       |
| 681    | Alcalá-Hermosilla                   | 21 53 146       |                        |       |
| 679    | Alcalá-Goya                         | 21 53 146       |                        |       |
| 5002   | FELIPE II (C/ Alcalá)               |                 | Goya                   |       |

## Galería de imágenes

Mapa zonal de la estación de metro de Diego de León con los recorridos de las líneas de autobuses, entre las que aparece el 43.
Mapa zonal de la estación de metro de Santiago Bernabeu con los recorridos de las líneas de autobuses, entre las que aparece el 43.
Mapa zonal de la estación de metro de Parque de las Avenidas con los recorridos de las líneas de autobuses, entre las que aparece el 43.